# اینخه ده بروین
اینخه ده بروین ورزشکار زن رشتهٔ شنا اهل کشور هلند است. وی در بین سال‌های ‎۲۰۰۰ تا ۲۰۰۴ میلادی در مسابقات بازی‌های المپیک تابستانی در مجموع ۸ مدال، شامل ۴ مدال طلا و ۲ نقره و ۲ برنز را کسب کرد.